# Marquesado de las Almenas
El marquesado de las Almenas es un título nobiliario español creado por la reina Isabel II de España el 6 de julio de 1860 en favor de Antonio de Riquelme y Arce.

## Marqueses de las Almenas
|                        | Titular                         | Periodo                |
| Creación por Isabel II | Creación por Isabel II          | Creación por Isabel II |
| ---------------------- | ------------------------------- | ---------------------- |
| I                      | Antonio de Riquelme y Arce      | 1860-1861              |
| II                     | Josefa de Arce y Núñez-Flores   | 1861-1865              |
| III                    | María Teresa de Riquelme y Arce | 1865-1880              |
| IV                     | Alfonso de Bustos y Bustos      | 1880-1928              |
| V                      | Casilda de Bustos y Figueroa    | 1929-1957              |
| VI                     | Fernando Finat y de Bustos      | 1957-actualidad        |

## Historia de los marqueses de las Almenas
- Antonio de Riquelme y Arce (1833-1860), I marqués de las Almenas,[1] hijo de Antonio de Riquelme y Fontes y de su esposa Josefa de Arce y Núñez-Flores que le sucedió en el título:[1]

- Josefa de Arce y Núñez-Flores (1791-1865), II marquesa de las Almenas,[1][2] y dama de la Real Orden de las Damas Nobles de la Reina María Luisa.[3]

Se casó en junio de 1813 con Antonio Riquelme y Fontes (1788-1843). Aparte de su hijo, Antonio, que fue el I marqués de las Almenas y que falleció joven, el matrimonio tuvo a otro hijo que falleció siendo niño y una hija que en 23 de octubre de 1865 le sucedió en el marquesado:
- María Teresa de Riquelme y Arce (1817-1878), III marquesa de las Almenas,[1][4], dama de la Real Orden de las Damas Nobles de la Reina María Luisa[6]

Se casó con Rafael de Bustos y Castilla-Portugal (Huéscar, 28 de abril de 1807-Archena, 16 de marzo de 1894), VIII marqués de Corvera, grande de España desde 1875. El 9 de octubre de 1880 le sucedió su nieto, hijo de José de Bustos y Castilla-Portugal y de su esposa María de los Dolores de Bustos y Riquelme.
- Alfonso de Bustos y Bustos (Madrid, 13 de noviembre de 1861-Madrid, 25 de diciembre de 1928),[7] IV marqués de las Almenas,[1] IX marqués de Corvera, grande de España, senador electo por Murcia y por derecho propio, diplomático y enviado y ministro plenipotenciario en México.[7]

Se casó con María Isabel Luisa Ruiz de Arana y Osorio de Moscoso, XXII condesa de Nieva, XVI condesa de Oliveto (por rehabilitación en 1927), dama de la reina Victoria Eugenia de Battenberg. En 27 de mayo de 1929 le sucedió su nieta paterna:
- Casilda de Bustos y Figueroa (Madrid, 2 de noviembre de 1910-3 de julio de 2000), V marquesa de las Almenas, XI marquesa de Corvera, grande de España,  XX marquesa de Campotéjar,[8] XVI duquesa de Pastrana[9] y XIV marquesa de Salinas del Río Pisuerga. Era hija de Rafael de Bustos y Ruiz de Arana, XV duque de Pastrana[10] y XIII marqués de Salinas del Río Pisuerga, y de su esposa Casilda de Figueroa y Alonso-Martínez.[9]

Se casó el 27 de junio de 1929 con José Finat y Escrivá de Romaní, XVII conde de Mayalde, III conde de Finat, XV conde de Villaflor, XIV marqués de Terranova, embajador de España y alcalde de Madrid. En 31 de diciembre de 1957 le sucedió su hijo:
- Fernando Finat y de Bustos, VI marqués de las Almenas[1] y XV marqués de Salinas del Río Pisuerga.[12]